# Conrad VI de Haimberg
Pour les articles homonymes, voir Conrad VI.
Conrad VI de Haimberg (mort le 21 juillet 1381) est le trente-troisième évêque de Ratisbonne et prince-évêque de la principauté épiscopale de Ratisbonne de 1368 à sa mort.

## Biographie
Son prédécesseur Frédéric de Zollern fut élu en 1340 par la majorité du chapitre de la cathédrale et a le soutien du pape Benoît XII, il doit faire face à Henri III de Stein (de), soutenu par l'empereur Louis de Bavière et la majorité des ministériels. Finalement, Henri III renonce en 1345 et se retire à Eichstätt, où il meurt un an plus tard. L'empereur ne nomme pas de nouveau contre-évêque, il accepte Frédéric de Zollern.
Pendant la vacance du siège diocésain qui suit la mort de Frédéric, le grand prévôt de la cathédrale Conrad agit en tant qu'administrateur à partir de 1365 et est finalement élu évêque en 1368. La principauté est ruinée à cause des conflits passés. En raison du poids de la dette, Conrad se sent obligé de se soumettre au chapitre de la cathédrale et de tirer de lui son émolument. En 1380, il vend le village d'Itter, dans le Tyrol, ainsi que son château à l'archevêque de Salzbourg Pilgrim de Puchheim (de).
Il tient un synode diocésain en 1377. Il est contemporain de Konrad von Megenberg, qui vit à Ratisbonne jusqu'à la fin de sa vie en 1374.
L'épitaphe de la cathédrale de Ratisbonne montre l'évêque comme motif central d'un demi-relief, vêtu d'une tenue officielle et de l'emblème épiscopal.